# Dilly
Dilly est une commune malienne, située à l'ouest  dans la région de Nara soit à 395 kilomètres de Bamako la capitale, 55 kilomètres de Nara chef lieu de région  dans le sahel en pays Sambori( Peuls), Kolon( Bambara),Ouagadou( Soninké),Gueriga( Maure),Bakhounou(Peul- Soninké) , chef-lieu du cercle de Dilly, dans la région de Nara.

## Géographie
La localité de Dilly est située à une quarantaine de kilomètres au sud de la frontière mauritanienne et à 55 km au sud-ouest du chef-lieu régional Nara.Le cercle de Dilly compte soixante huit villages et quarante huit hameaux.

## Population
La population de Dilly est constituée de Peuls, Soninkés,Bamanans, et  Maures. 

## Villages
La commune s'étend sur 68 localités relevées lors du recensement général de 2009. 
Les villages les plus peuplés sont :
- Dilly (5 079 habitants) ;
- Dally (1 975 habitants) ;
- Diéloua (1 411 habitants)
- Mounalé Sarayero (1 375 habitants).

## Cultes et religion
Village des saints  Mohamed Abdoulaye Souad, Oumou Dilly,  Modibo Khanou, Sidi Modibo Kane Diallo pour ne citer que ceux- ci. La ville de  Dilly est une cité , sainte, pieuse et de savoirs et de sagesse. 

## Économie
L'activité économique principale est l'élevage, l'agriculture et le commerce. La foire hebdomadaire de Dilly se tient tous les Samedis. Les populations viennent des villages pour cette foire en toute saison. 

## Personnalités
- Feue Oumou Abdoulaye Souad dite Oumou Dilly, la descendante de Mohamed Abdoulaye Souad, la sainte de Dilly celle qui a donné son prénom à toutes les Oumou.
- Feu El Hadj Cheick Sidi Modibo Kane Diallo le saint de Dilly décède à Paris le 06 Octobre 1996, un homme pieux, rassembleur et exemplaire médaillé de l'indépendance  du Mali, il lutta contre la colonisation fils Modibo Kanou propriétaire de la première voiture à charbon et de Sinna Oucka , il est affectueusement appeler Aba Sidi, Kaou Sidi, Karamoko Sidi. Il va donner à la célébration du Maouloud( fête de la naissance du prophète Mohamed salut paix sur lui) depuis 1976 toutes ses lettres de noblesses.
- Feu Amadou Modibo Kane frère de Cheick Sidi Modibo Kane Diallo dirige la ville un moment avant de passer la main à son fils ainé.
- Feu Baba Modibo Kane Diallo troisième frère en rang de naisse était l'érudit de la famille Kane Diallo toute une vie dans la Mosquée de Dilly. Il était à toutes les heures de prières sauf en cas de maladie.
- Feu Modibo Amadou Kane Diallo arraché à notre affection en 2024 chef  religieux de Dilly un homme humble, courtois et généreux
- Modibo Sidi Kane Diallo est le fils ainé de feu Cheick Sidi Modibo Kane Diallo,
- Hamadi Sidi Kane Diallo est le fils de Sidi Modibo qui vivait en France avec sa famille  ( décédé en 2006)
- Babba Hama Sidi Kane Diallo fils de feu Sidi Modibo Kane Diallo premier maire de Dilly, député de Nara pendant plusieurs mandats, chef religieux de la sainte, cité, pieuse de Dilly
- Babba Hama Amadou Kane Diallo dit Khady fils de feu Amadou Modibo Kane Diallo chef religieux de la sainte, cité, pieuse de Dilly.
- El Hadj Cheickne Babba Modibo Kane Diallo fils de feu Babba Modibo Kane Diallo chef religieux de Dilly depuis 2024 à la suite de feu Modibo Amadou Kane Diallo.
- Sekou Sidi Kane Diallo fils de feu El Hadj Sidi Modibo Kane Diallo maire de Dilly un homme engagé pour sa ville natale.
- Mohamed Sidi Kane Diallo est un fils de feu Cheick sidi Modibo Kane reconnu pour sa discrétion, sa gentillesse
- Aba Sidi Kane Diallo est un fils de feu Cheick Sidi Modibo Kane Diallo, frère de Mohamed , un globetrotteur, un érudit,
- Mahamoudou Sidi Kane dit Teint Clair est le fils cadet de feu Cheick  Sidi Modibo Kane Diallo c 'est l'intellectuel de la famille
- Modibo Tiambel Guimbayara  fils de feu Tiambel Diawando est l' interprète a titré de feu Cheick sidi Modibo Kane Diallo( Bambara, peul, soninké) son fils sidi Guimbayara joue le rôle de nos jours aux cotes de la famille Kane Diallo.
- Amadou Djeli Bah artiste traditionnel avec sa guitare en compagnie de Tidiane Khonte son acolyte  des veillées culturelles de feu Cheick sidi Modibo Kane le saint de Dilly.
- Inna Baba Coulibaly, auteure-compositrice-interprète ,chanteuse d'origine peule, médaillée du Mali  est née à Makanna dans le cercle elle est la chanteuse traditionnelle la plus populaire. Elle a vécue en France( 20 ans) elle a  signé un album avec  feu Ali Farka Touré produit par Word Circuit. Elle habite présentement entre  Bamako et Dilly ( Aout 2025).
- Moussokoro Damba , artiste chanteuse décédée il y a plusieurs années.